# Kālidāsa
Kālidāsa er Indiens berømteste digter, der måske levede i 4.—5. århundrede e. Kr.
Værker, som tilskrives ham, er dramaerne: 1) Mālavikāgnimitra (= "Kongen og Danserinden", oversat på dansk af Edvard Brandes 1874), en haremshistorie: prinsessen Mālavikā er bestemt for kong Agnimitra (som er en historisk person), men kommer som følge af et skibbrud til at tjene en af hans to dronninger som hofdame; hun og kongen bliver forelskede i hinanden, og det hele klarer sig til sidst (trods de hindringer, som dronningernes skinsyge lægger dem i vejen) på den måde, at hun efter de i grunden højsindede dronningers forslag bliver nr 3. 2) Çakuntalā ( = "Sakuntala", oversat og forklaret af Martin Hammerich, 3. udgave, 1879), Kālidāsas og i det hele den gamle indiske litteraturs berømteste mesterværk; den begejstring, som dette stykke med rette vakte selv hos folk som Goethe, bidrog mægtig til at befæste den indiske kitteraturs anseelse i Europa. 3) Vikramorvaçī. Apsarasen Urvaçī bliver gift med kong Purūravas; de elsker hinanden højt; Urvaçī bliver skinsyg, forvandles til en lian, men frelses af Purūravas, som afsindig flakker om i skoven og finder den rette talisman; emnet er frit behandlet efter sagnhistoriske motiver. 2) og 3) foreligger i flere recensioner; af dem alle tre er der talrige udgaver (til dels med kommentarer) og oversættelser med mere. Kālidāsa har videre skrevet de episke digte 4) Kumārasambhava, som går ud på at fremstille krigsgudens (Kārttikeya) oprindelse, i det hele i 17 bøger, hvoraf kun de 7 første (til Çivas og Pārvatīs bryllup) og mulig 8. er af Kālidāsa; det hele går til dæmonen Tārakas drab ved Kumāra; og 5) Raghuvaṃça, i 19 sange, om kongestammen i Ayodhyā af Raghus æt. Disse to digte udmærker sig meget fordelagtig frem for andre indiske kunstdigte af samme slags. 6) Det lyriske digt Meghadūta (= "Skybudet", oversat af Paul Marcussen, 1882; på svensk "Molnbudet", oversat af August Zacharias Collin 1866 og Hjalmar Edgren 1875) om et budskab, som en elsker (en af rigdomsguden Kubera landsforvist Yaksha eller halvgud) fra et fremmed land sender hjem til sin elskede med en sky med beskrivelse af vejen, som skyen skal gå for at komme til hende. 7) Ṛitusaṃhāra, poetisk skildring af de 6 indiske årstider.